# (6207) Bourvil
(6207) Bourvil est un astéroïde évoluant dans la ceinture principale, découvert le 24 janvier 1988 par les astronomes japonais Seiji Ueda et Hiroshi Kaneda depuis Kushiro.
Il porte le nom du célèbre acteur et chanteur français Bourvil sur une suggestion de l'astronome belge Jean Meeus.